# Sacramento, Brasilien
Sacramento är en ort i Brasilien.   Den ligger i kommunen Sacramento och delstaten Minas Gerais, i den sydöstra delen av landet, 500 km söder om huvudstaden Brasília. Sacramento ligger 841 meter över havet och antalet invånare är 16 982.
Terrängen runt Sacramento är kuperad åt sydost, men åt nordväst är den platt.
Omgivningarna runt Sacramento är huvudsakligen savann. Runt Sacramento är det glesbefolkat, med 10 invånare per kvadratkilometer.